# Feodora de Leiningen

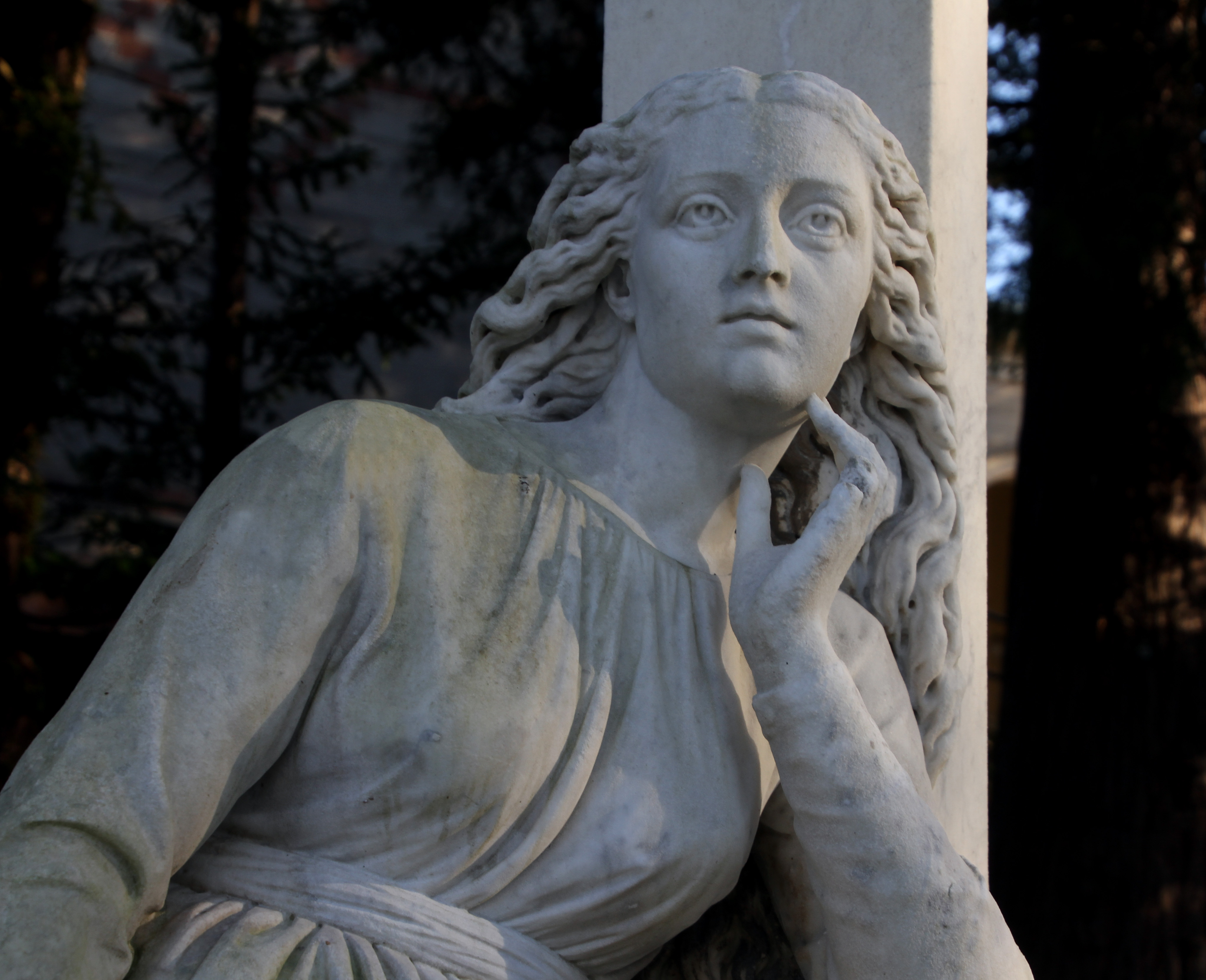
Monument mormânt în cimitirul principal din Baden-Baden

Prințesa Feodora de Leiningen (Anna Feodora Auguste Charlotte Wilhelmine; 7 decembrie 1807 – 23 septembrie 1872) a fost fiica lui Emich Carl, Prinț de Leiningen (1763–1814) și a Prințesei Victoria de Saxa-Coburg-Saalfeld (1786–1861). Feodora și fratele ei mai mare, Carl, Prinț de Leiningen au fost frații vitregi ai reginei Victoria a Regatului Unit.

## Biografie
La 29 mai 1818 mama ei s-a recăsătorit cu Prințul Edward Augustus, Duce de Kent și Strathearn, al patrulea fiu al regelui George al III-lea al Regatului Unit. Feodora a avut o relație foarte apropiată cu sora ei vitregă.
În 1828 ea s-a întors în Confederația Germană și s-a căsătorit cu Ernst I, Prinț de Hohenlohe-Langenburg (1794–1860) la Palatul Kensington. Întreaga viață a ținut corespondență cu sora ei vitregă, Victoria, și i se asigura un venit de 300 £ ori de câte ori putea vizita Anglia.
Fiica cea mică a Feodorei, Ducesa de Saxa-Meiningen, a murit la începutul anului 1872 de scarlatină, iar Feodora însăși a murit mai târziu în același an, la vârsta de 64 de ani.